# Kaiserliche Grabstätten der Ming- und Qing-Dynastien
Kaiserliche Grabstätten der Ming- und der Qing-Dynastien (明清皇家陵寢 / 明清皇家陵寝,  Míng qīng huángjiā língqǐn) ist eine von der UNESCO gelistete Stätte des Weltkulturerbes in China. Die serielle Welterbestätte umfasst mehrere Grabanlagen der Kaiser Chinas und ihrer Ehefrauen, welche im 15. bis 18. Jahrhundert in der Zeit der Ming-Dynastie (1368–1644) bzw. Qing-Dynastie (1644–1911) entstanden. Die Grabstätten sind über mehrere Regionen Chinas verteilt.

## Liste
Das Welterbe umfasst die folgenden 14 Stätten entsprechend der Nummerierung der UNESCO:
| UNESCO- Nummer | Name                                            | Ort                   | Provinz  | Koordinaten                     | Schutz- zone (ha) | Puffer- zone (ha) |
| -------------- | ----------------------------------------------- | --------------------- | -------- | ------------------------------- | ----------------- | ----------------- |
| 1004-001       | Ming-Xianling-Mausoleum 明显陵                  | Zhongxiang            | Hubei    | 31.016666666667 112.65          | 87,6              | 226,4             |
| 1004-002       | Östliche Qing-Gräber 清东陵                     | Zunhua                | Hebei    | 41.183333333333 117.63333333333 | 224               | 7800              |
| 1004-003       | Westliche Qing-Gräber 清西陵                    | Kreis Yi (Baoding)    | Hebei    | 39.333333333333 115.21666666667 | 1842              | 4758              |
| 1004-004       | 13 Ming-Gräber 明十三陵                         | Bezirk Changping      | Peking   | 40.269555555556 116.24461111111 | 823               | 8100              |
| 1004-005       | Ming-Xiaoling-Mausoleum (Kaiser Hongwu) 明孝陵  | Nanjing               | Jiangsu  | 32.058333333333 118.85194444444 | 116               | —                 |
| 1004-006       | Grab des Chang Yuchun 常遇春                    | Nanjing               | Jiangsu  | 32.062222222222 118.83166666667 | 0,98              | —                 |
| 1004-007       | Grab des Qiu Cheng 仇成                         | Nanjing               | Jiangsu  | 32.064166666667 118.83305555556 | 0,55              | —                 |
| 1004-008       | Grab des Wu Liang 吴良                          | Nanjing               | Jiangsu  | 32.066666666667 118.83083333333 | 0,4               | —                 |
| 1004-009       | Grab des Wu Zhen 吴桢                           | Nanjing               | Jiangsu  | 32.068055555556 118.8325        | 0,35              | —                 |
| 1004-010       | Grab des Xu Da 徐达                             | Nanjing               | Jiangsu  | 32.075 118.835                  | 0,85              | —                 |
| 1004-011       | Grab des Li Wenzhong 李文忠                     | Nanjing               | Jiangsu  | 32.079722222222 118.83972222222 | 0,87              | 180               |
| 1004-012       | Yongling-Mausoleum aus der Ming-Dynastie 永陵   | Kreis Xinbin (Fushun) | Liaoning | 41.343611111111 124.82166666667 | 236,59            | 1343,9399         |
| 1004-013       | Fuling-Mausoleum aus der Qing-Dynastie 福陵     | Shenyang              | Liaoning | 41.826111111111 123.58027777778 | 53,86             | 702,36            |
| 1004-014       | Zhaoling-Mausoleum aus der Qing-Dynastie 清昭陵 | Shenyang              | Liaoning | 41.841388888889 123.41777777778 | 47,89             | 318,74            |

## Bedeutung
Die Gräber stehen auf der Liste der Denkmäler der Volksrepublik China (siehe unter den einzelnen Provinzen) und auf der Liste des UNESCO-Welterbes.
Die UNESCO beschreibt die Bedeutung der Gräber mit fünf Kriterien: die Gräber seien ein meisterhaftes Beispiel der Integration von Architektur und natürlicher Umgebung nach den Grundsätzen des Fengshui. Sie repräsentierten die Weiterentwicklung früherer Kunstformen in der Ming- und Qing-Zeit und seien hervorragende Zeugnisse einer kulturellen und architektonischen Tradition, welche über 500 Jahre diese Weltregion geprägt habe. Die Verbindung zwischen Architektur und Natur forme eine einmalige Kulturlandschaft; die Gräber illustrierten die Weltsicht, den Glauben und die geomantischen Prinzipien des feudalen Chinas.

## Geschichte der Einschreibung
Am 2. Dezember 2000 erfolgte die Einschreibung der ersten vier oben genannten Grabstätten in das Welterbe. Mit dem 5. Juli 2003 wurden das Xiaoling-Mausoleum aus der Ming-Dynastie (1004-005) und die Gräber mehrerer kaiserlicher Beamter der Ming-Dynastie in Nanjing (1004-005 bis 1004-011) in das Welterbe aufgenommen. Am 7. Juli 2004 wurden drei weitere Grabstätten aus dem 17. Jahrhundert in der Provinz Liaoning (Yongling-Mausoleum, Fuling-Mausoleum, Zhaoling-Mausoleum) zum Welterbekomplex hinzugefügt (1004-012 bis 1004-014).